# 338年
| 千纪： | 1千纪                                                                                              |
| 世纪： | 3世纪 \| 4世纪 \| 5世纪                                                                            |
| 年代： | 300年代 \| 310年代 \| 320年代 \| 330年代 \| 340年代 \| 350年代 \| 360年代                          |
| 年份： | 333年 \| 334年 \| 335年 \| 336年 \| 337年 \| 338年 \| 339年 \| 340年 \| 341年 \| 342年 \| 343年    |
| 纪年： | 戊戌年（狗年）；成汉玉恒四年，汉兴元年；东晋咸康四年；前凉建兴二十六年；后赵建武四年；代国建国元年 |

## 大事记
- 成漢君主李壽更改國號為「漢」。
- 代王拓跋什翼犍在平城（今山西省大同市東北）一帶建立代國。
- 晉成帝任命王導為太傅、都督中外諸軍事。不久改司徒為丞相，由王導擔任。

## 出生
- 前秦宣昭帝苻堅（385年去世，47岁）

## 逝世
- 李期，字世運，是十六國時期成漢政權的皇帝。為李雄第四子。